# Kungliga museet för sköna konster Antwerpen

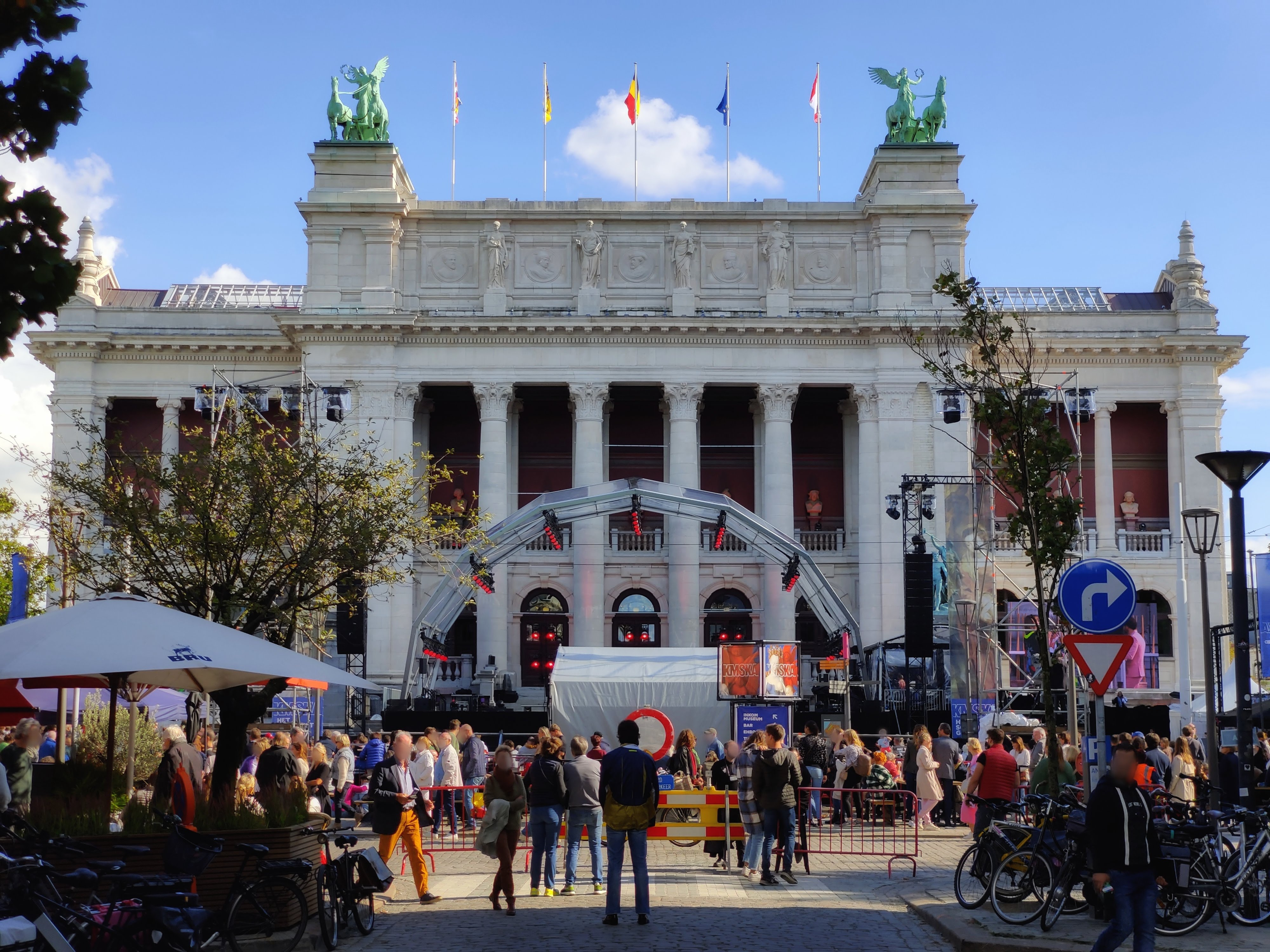
Museet under festligheterna vid återinvigningen i september 2022.

Kungliga museet för sköna konster Antwerpen (nederländska: Koninklijk Museum voor Schone Kunsten Antwerpen) är ett konstmuseum i Antwerpen. Det grundades 1810 och öppnade i nuvarande lokaler 1890.
Museibyggnaden ritades av Jean-Jacques Winders (1849–1936) och Frans Van Dijk (1853–1939) och började uppföras 1884. Museet öppnade 1890 och blev helt färdigställd fyra år senare. På byggnaden finns placerade skulpturer av Thomas Vinçotte föreställandes Pheme med hästdragna stridsvagnar.
Byggnaden ligger i en park som gränsar till Leopold de Waalplaats, De Schildersstraat, De Plaatsnijdersstraat och Beeldhouwersstraat, där Antwerpens fästning tidigare låg.

## Historik
Museets samlingar var ursprungligen konst som ägdes av Antwerpens Lukasgille, vilket verkade från sent 1300-tal fram till 1773. Efter upplösning av gillet överfördes konstverken till Kungliga Konstakademien i Antwerpen, vilken hade grundats 1663 av bland andra David Teniers den yngre. Samlingen inkluderade målningar av Peter Paul Rubens, Jacob Jordaens och Cornelis de Vos.
Under de franska ockupationerna 1794 och 1796 rövades konstverk bort från kyrkor och andra byggnader i Antwerpen, men dessa återbördades senare och kom att ingå i museets samlingar. År 1817 hade museet 127 förtecknade konstverk i sitt inventarium, varav de flesta var från perioden mellan mitten av 1500-talet och till mitten av 1600-talet, med framför allt målningar av Rubens.
Kung Vilhelm I av Nederländerna stödde museet på flera olika sätt. År 1823 skänkte han tre målningar, inklusive ett tidigt arbete av Tizian (Påven Alexander IV presenterar Jacopo Pesaro för Sankt Petrus), vilket blev museets första utländska verk. 
Museet stängdes för besök i slutet av 2011. Efter en genomgripande renovering återöppnades det i september 2022. Det hade då kompletterats med en avdelning för modern konst.

## Bildgalleri

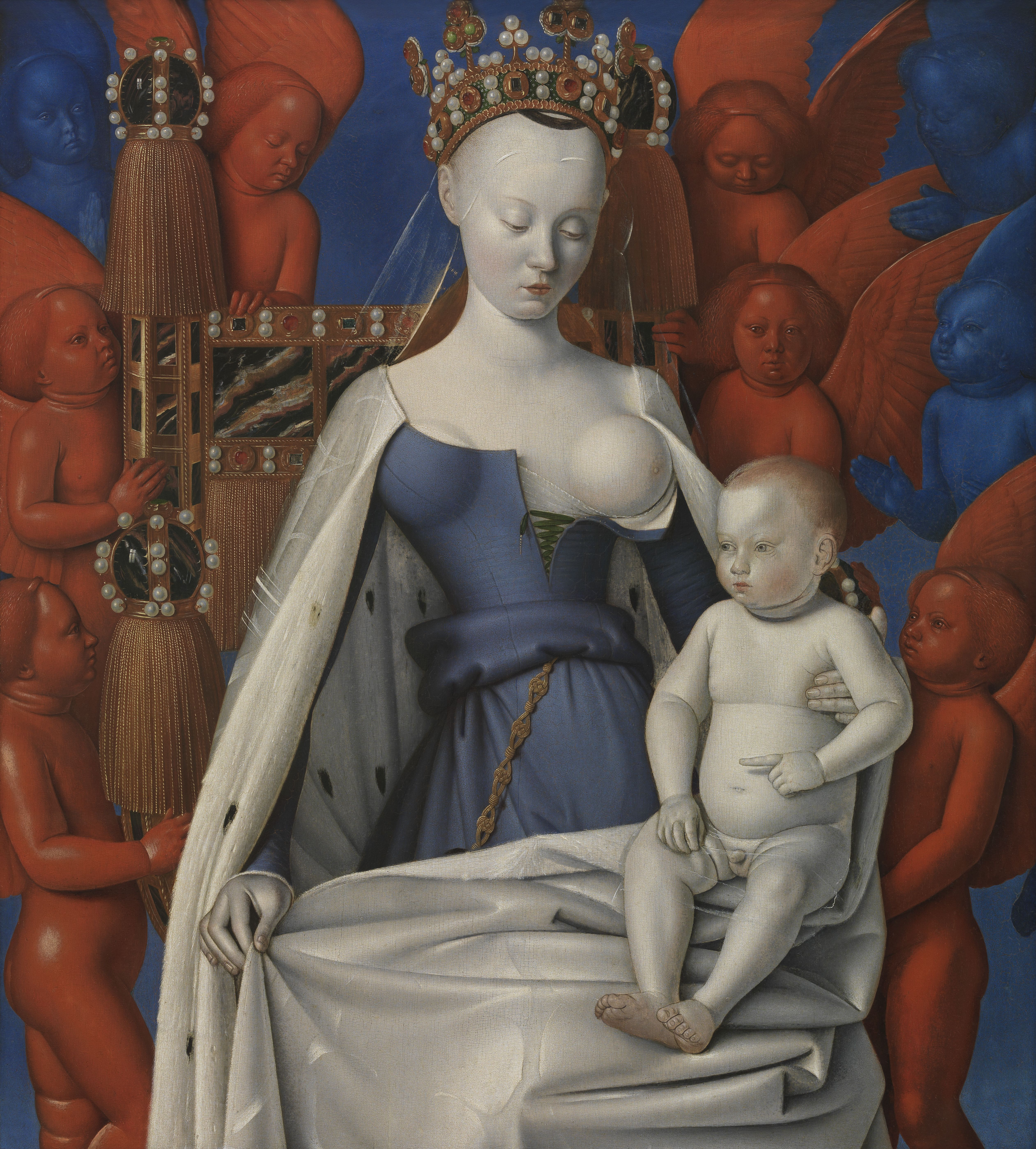
Madonnan med barnet omgivna av änglar av Jean Fouquet, omkring 1454
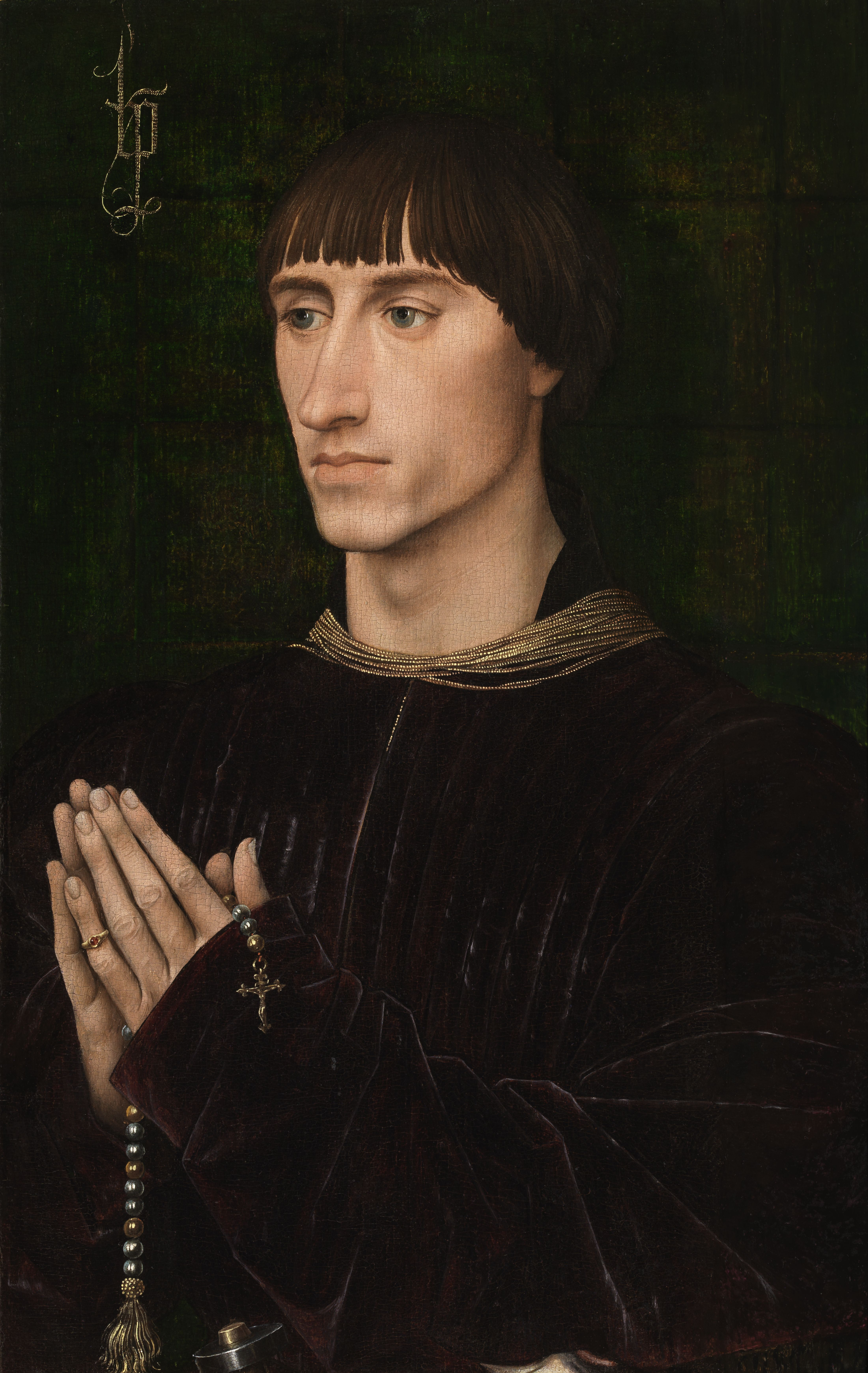
Porträtt av Filip I av Croÿ av Rogier van der Weyden, 1460
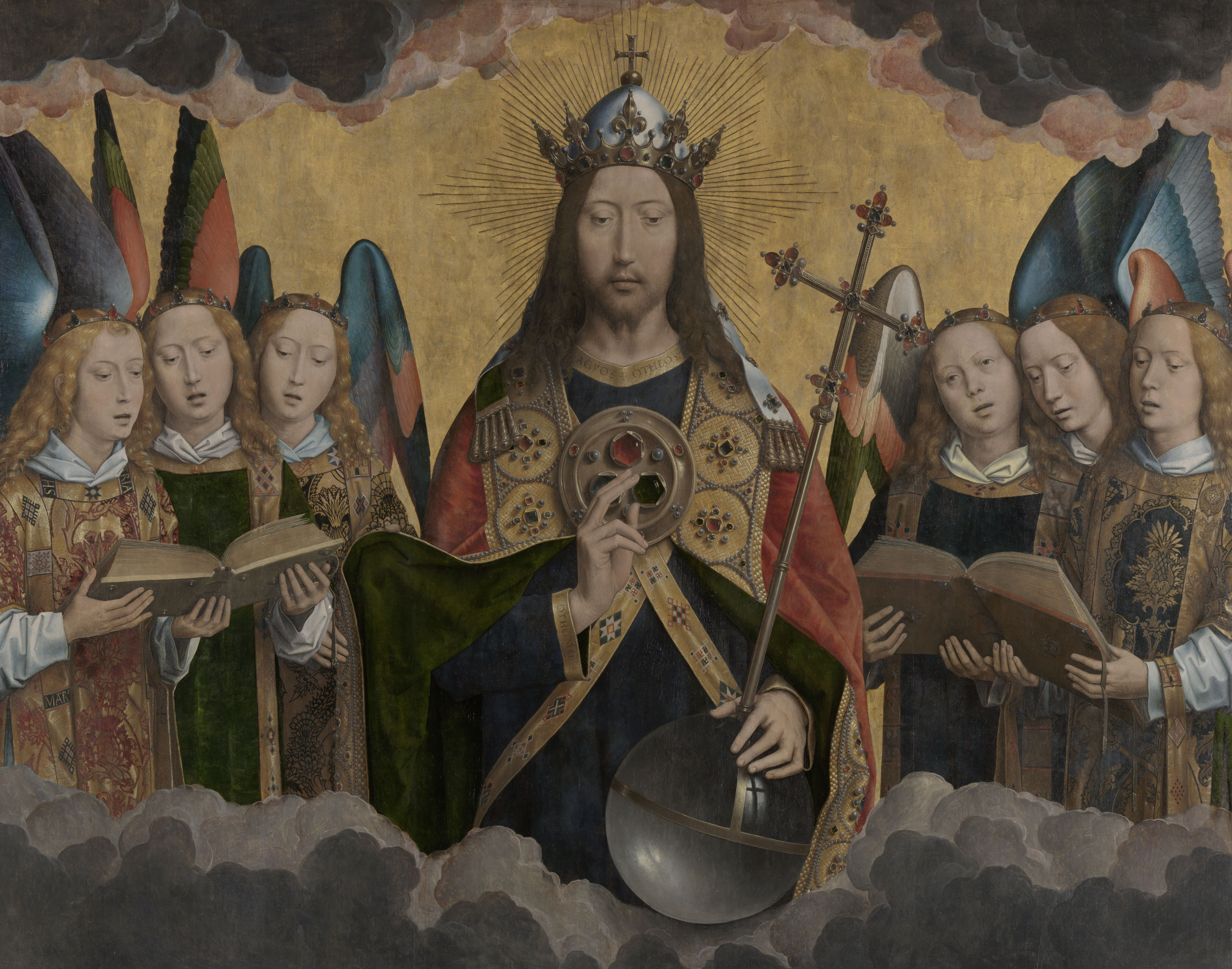
Kristus omgiven av sjungande och spelande änglar av Hans Memling, omkring 1483
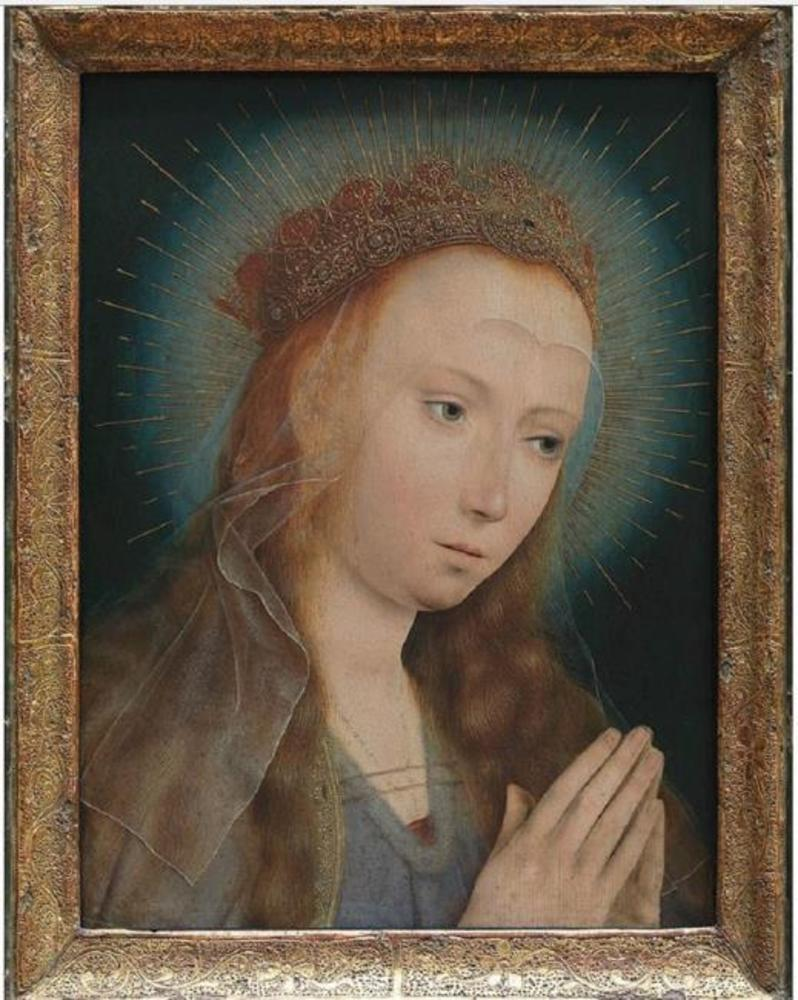
Bedjande Maria av Quinten Matsys, omkring 1505
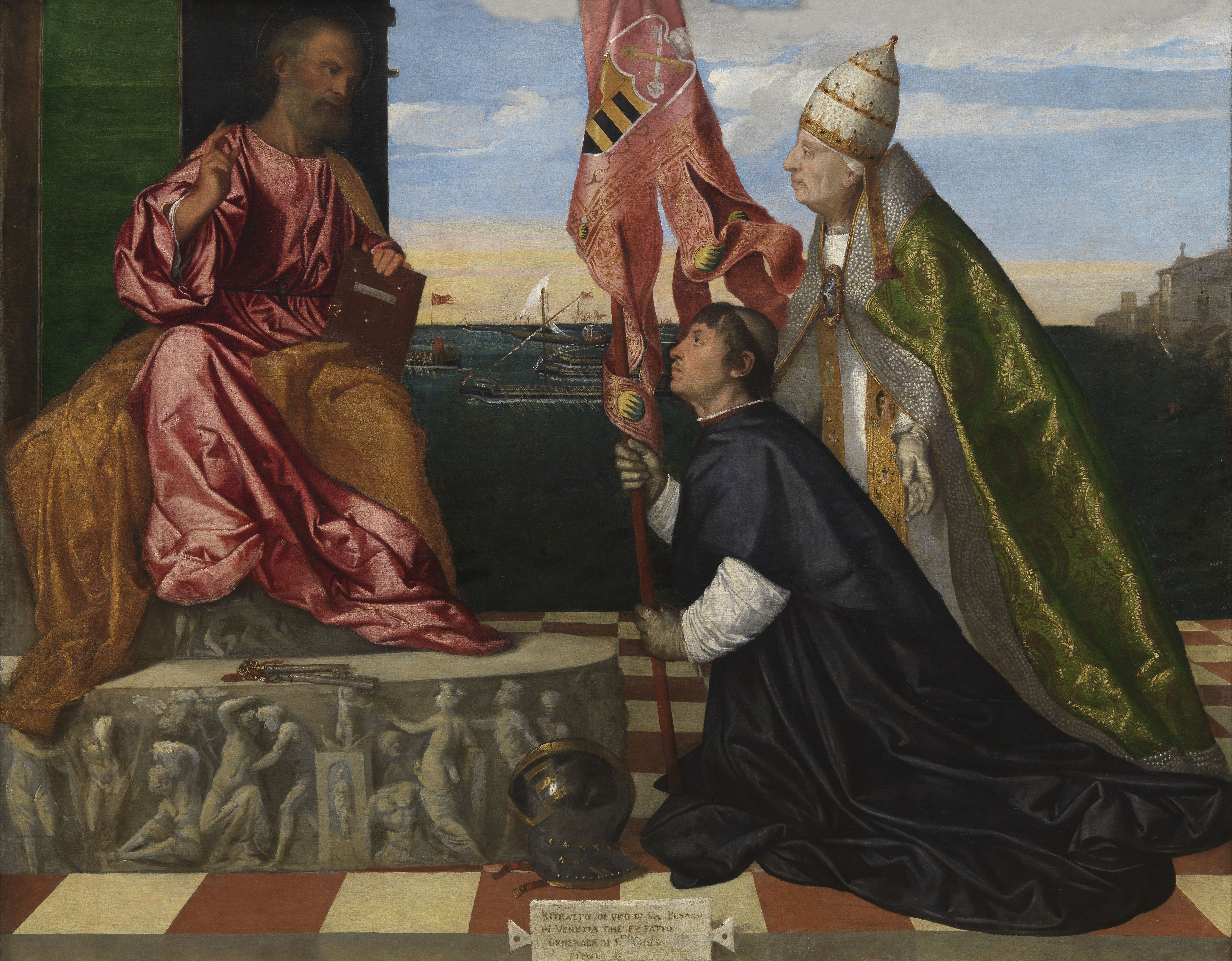
Jacopo Pesaro presenteras av påven Alexander VI för Petrus av Tizian, 1503-1510
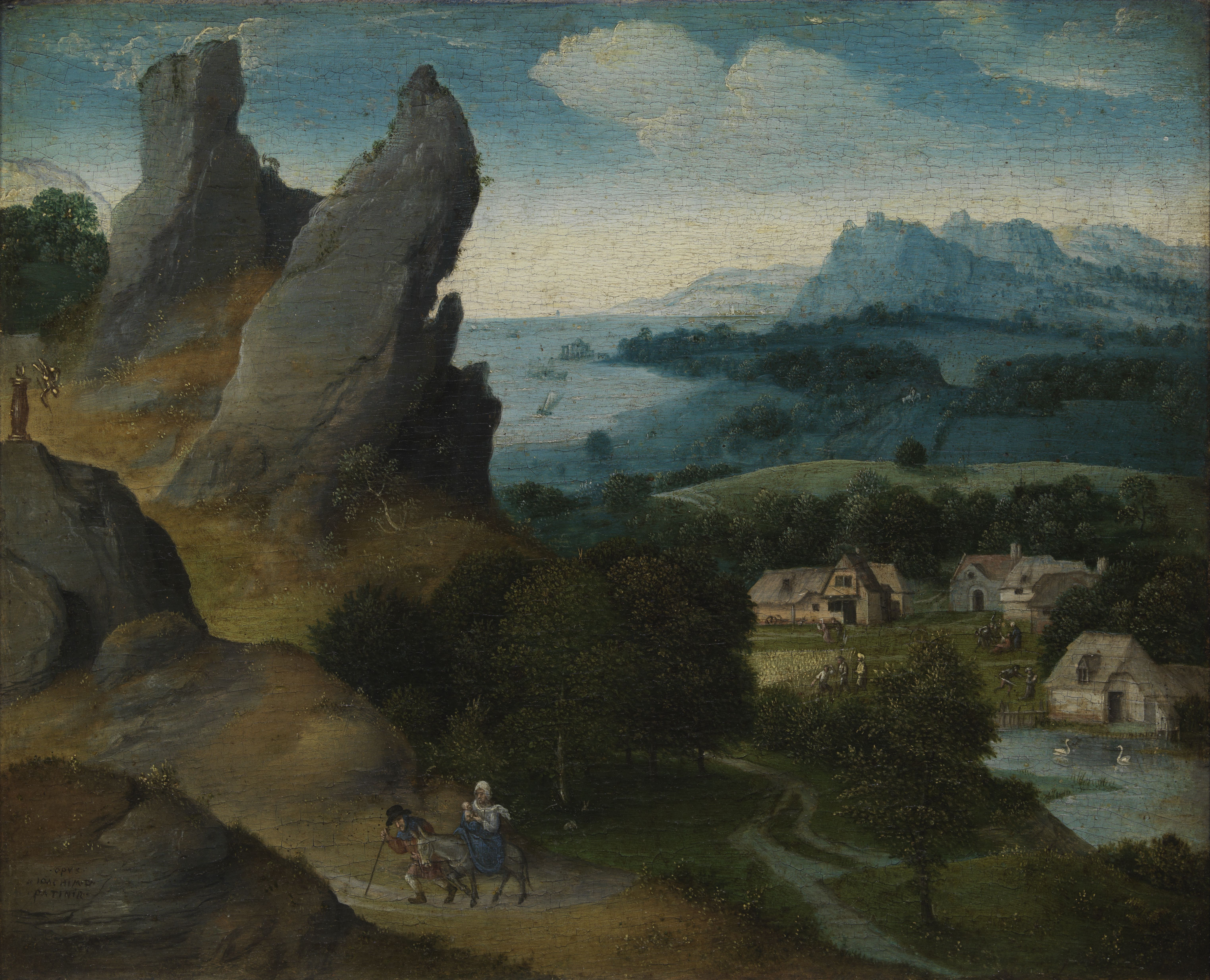
Landskap med flykten från Egypten av Joachim Patinir, omkring 1515
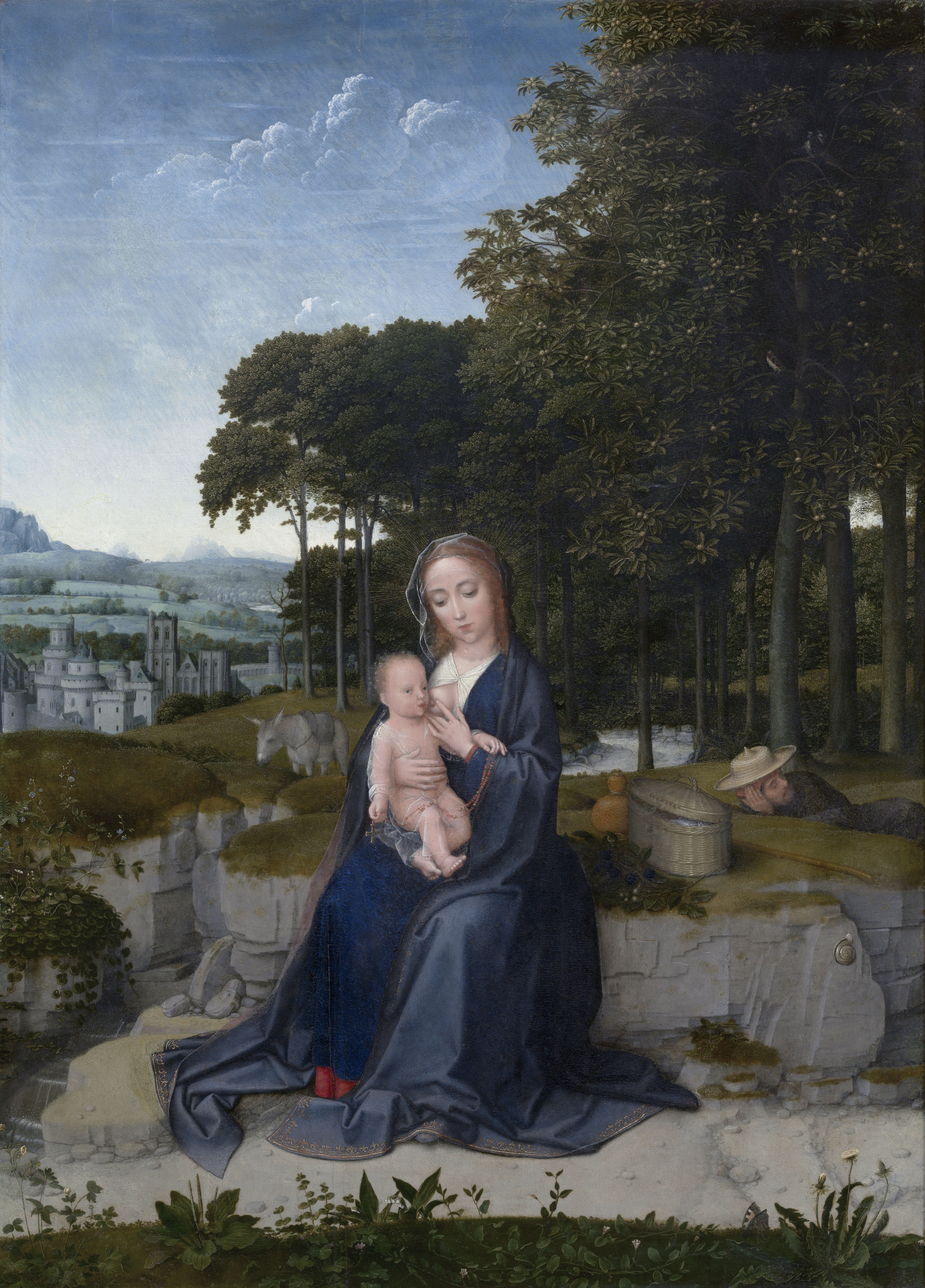
Vila under flykten från Egypten av Gerard David, 1500-talet
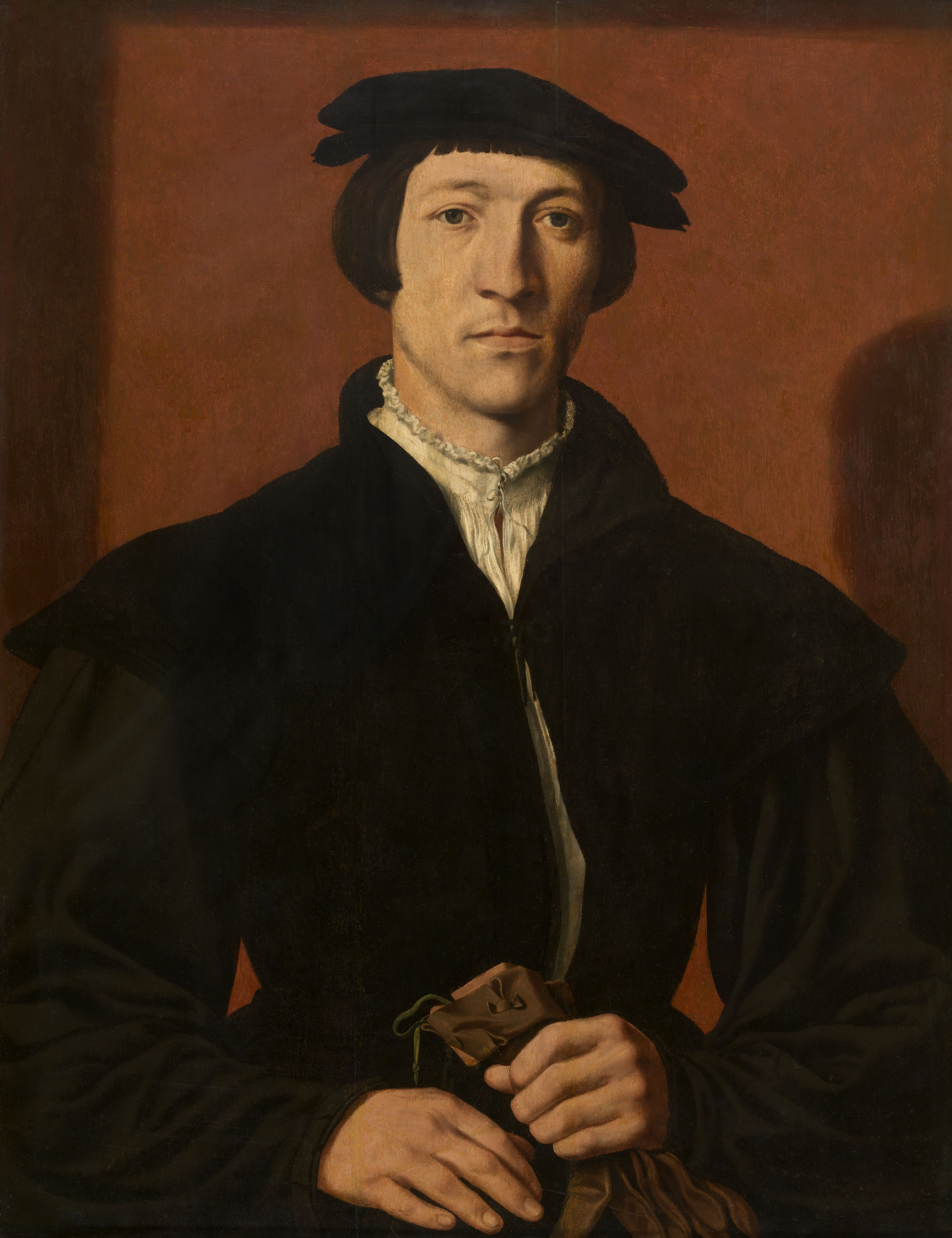
Porträtt av en man (Van Heemskerck) av Maarten van Heemskerck, 1500-talet
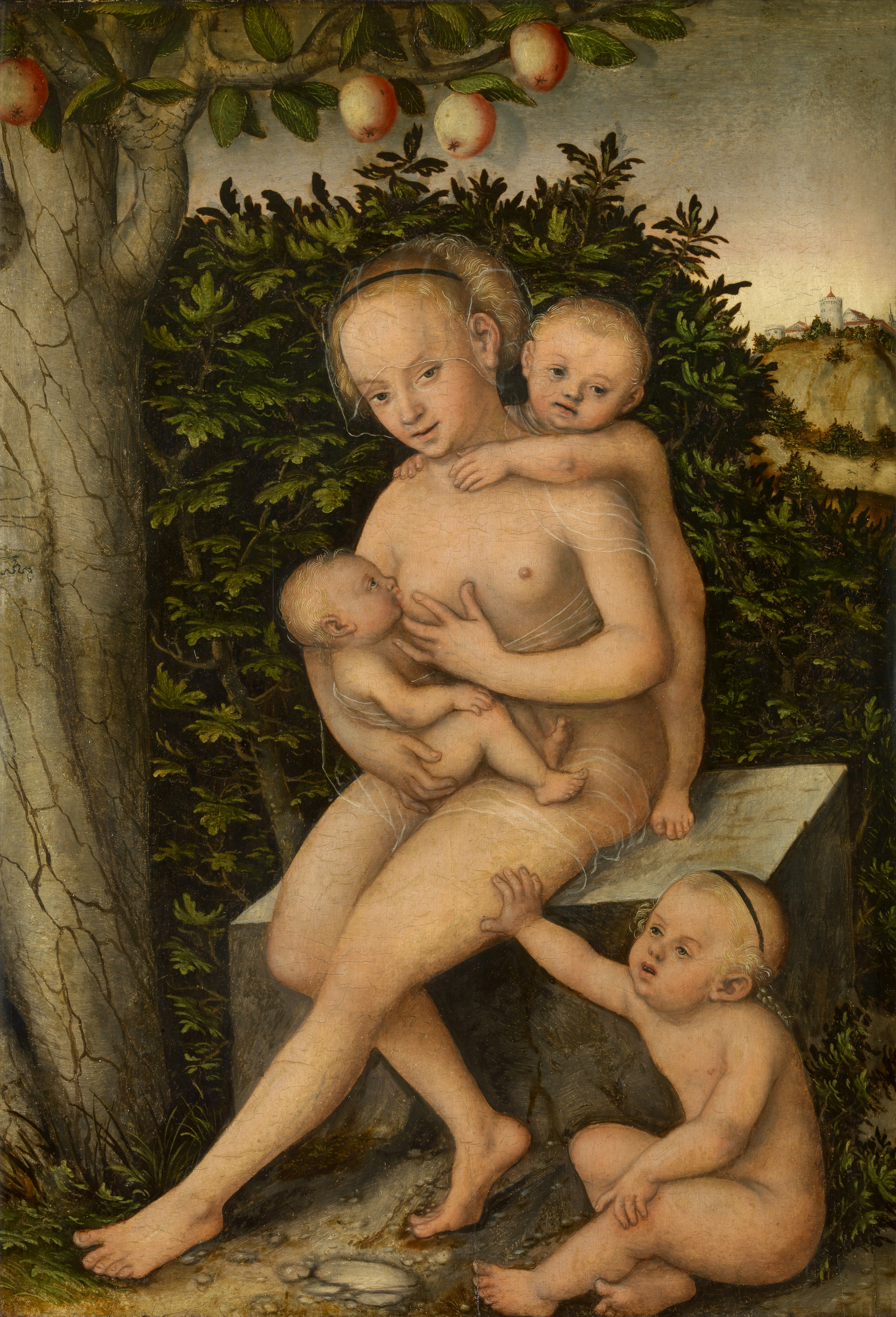
Caritas av Lucas Cranach den äldre, omkring 1537
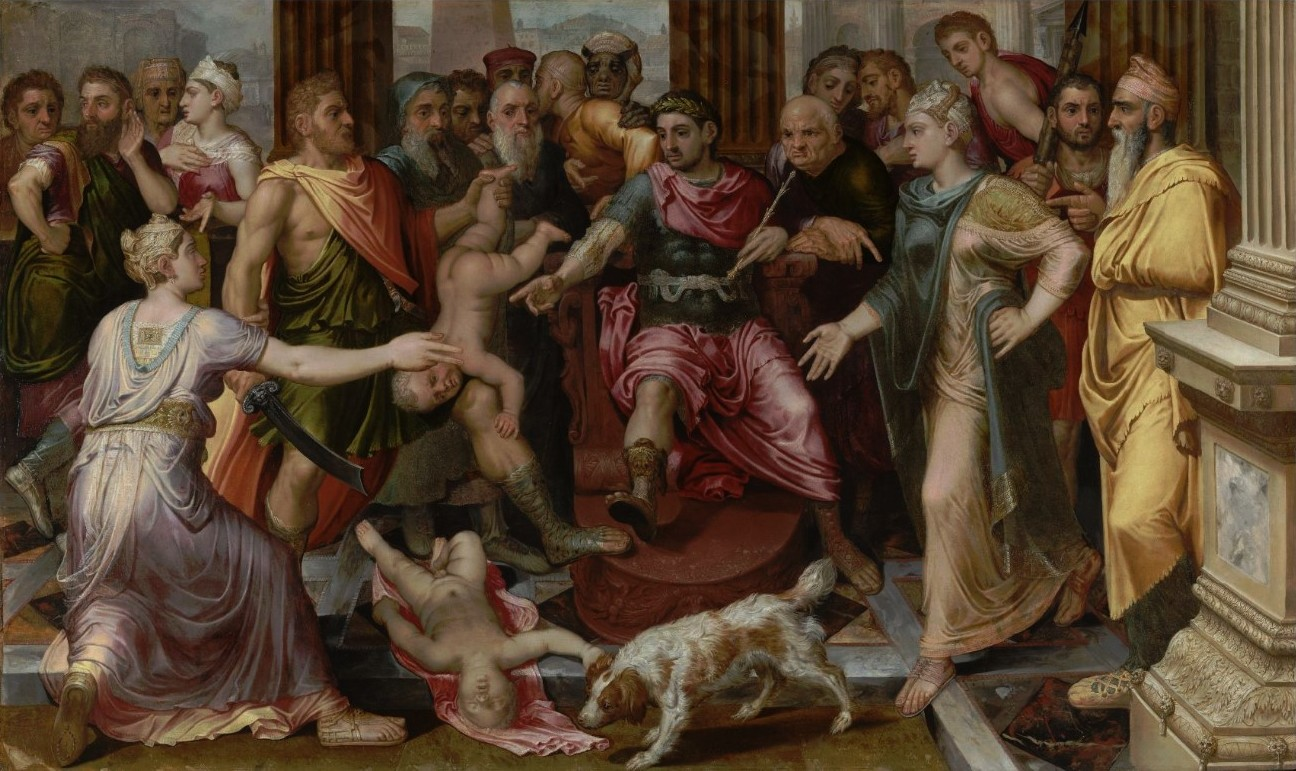
Salomons dom av Frans Floris, omkring 1547
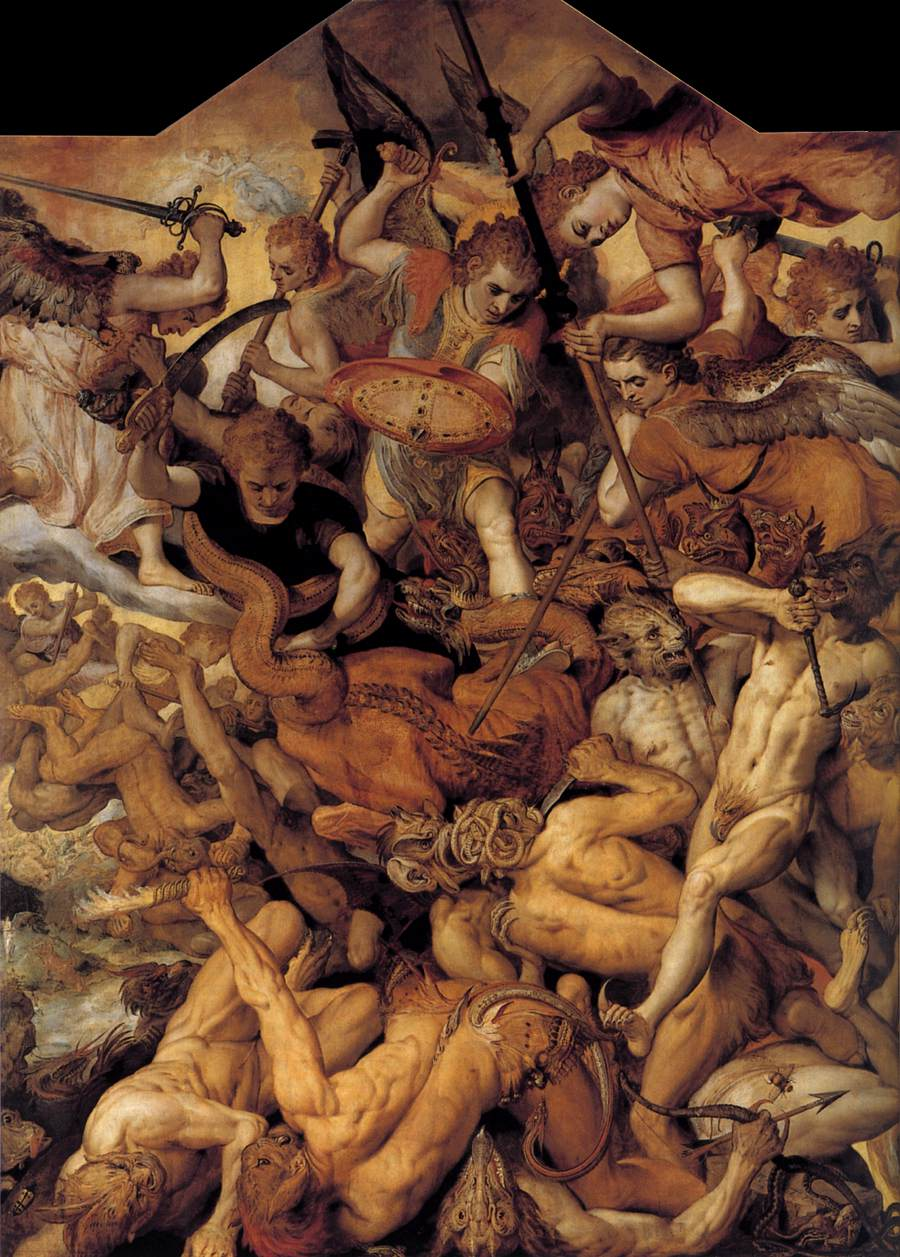
De upproriska änglarnas fall av Frans Floris, 1554
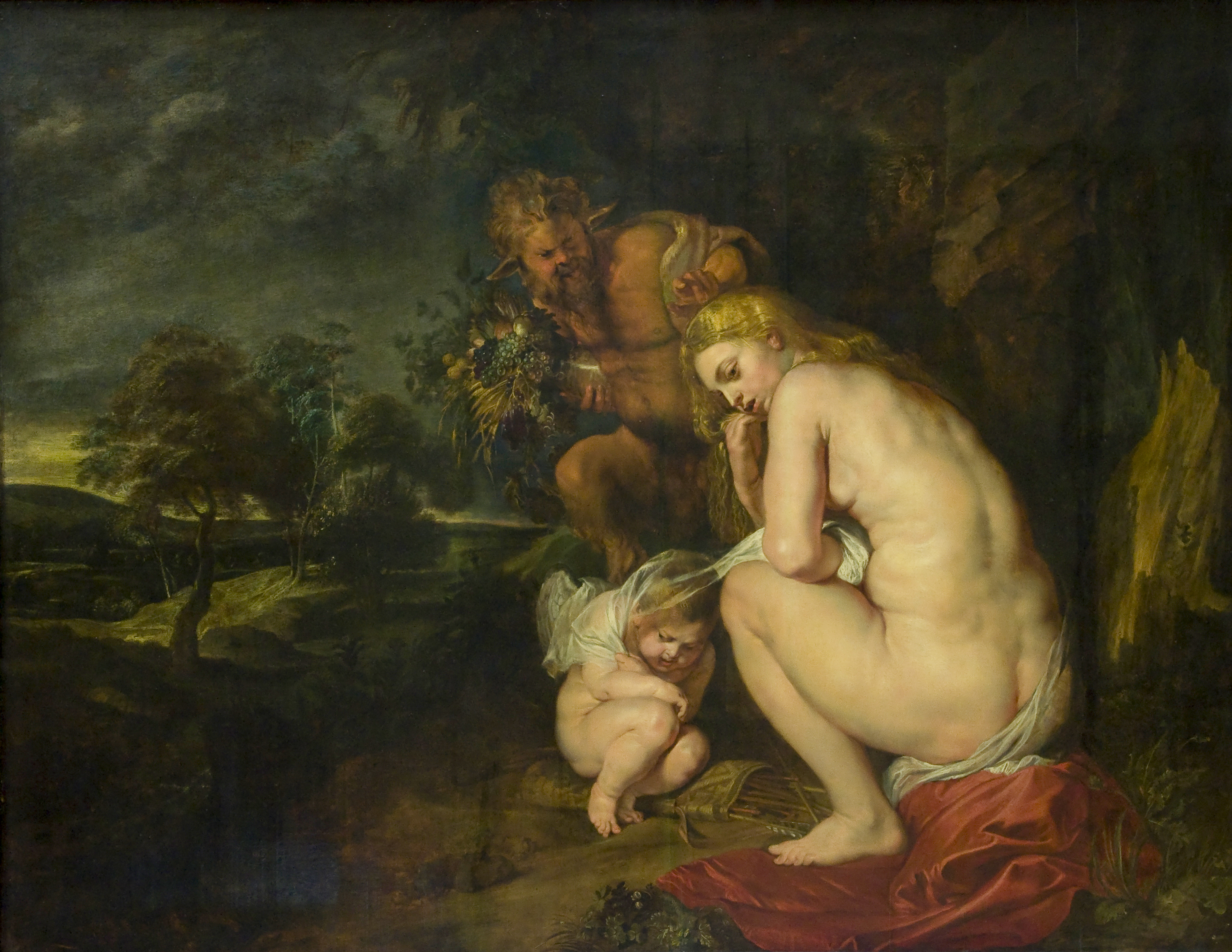
Den kyska Venus av Peter Paul Rubens, 1611
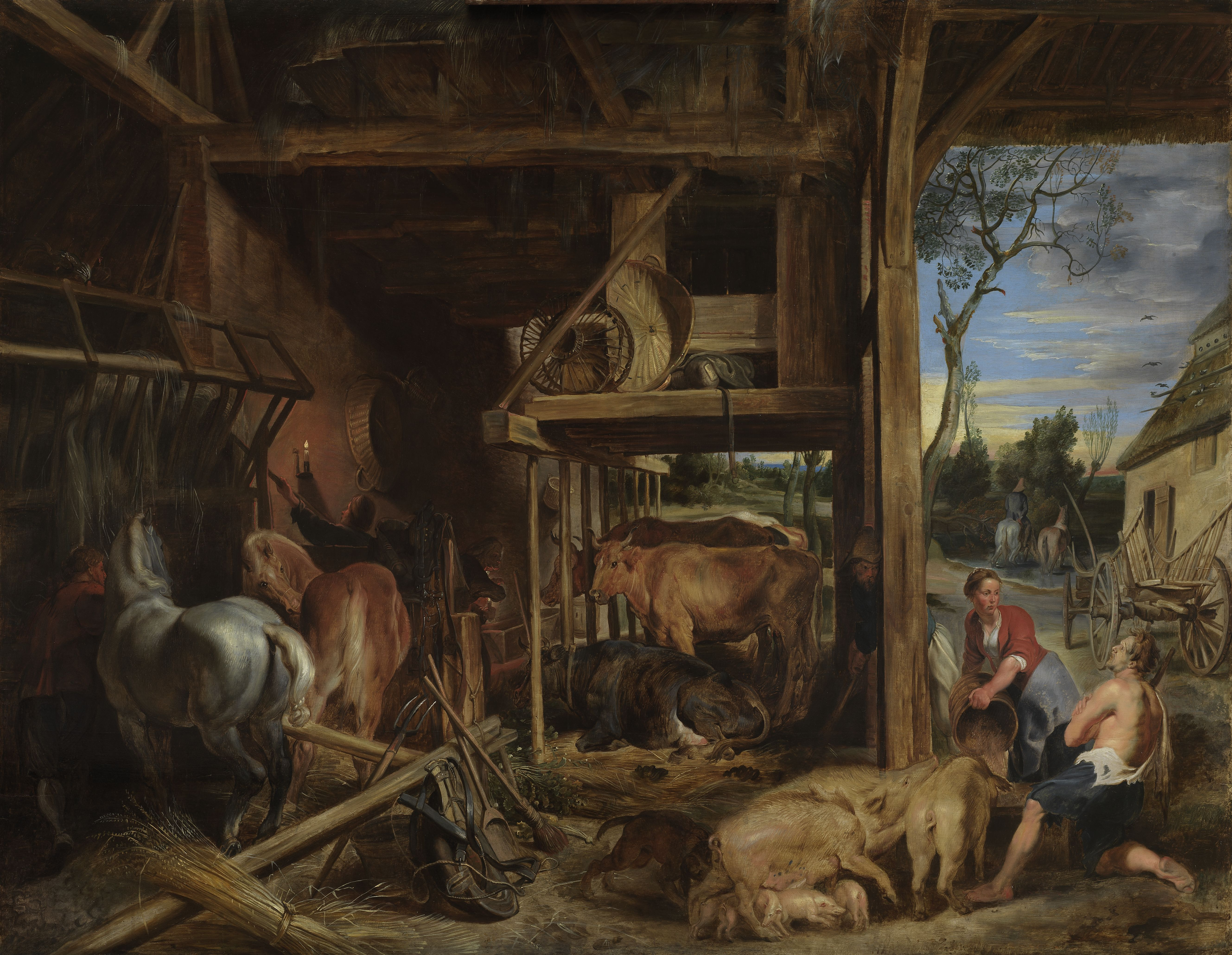
Den förlorade sonen av Peter Paul Rubens, 1618
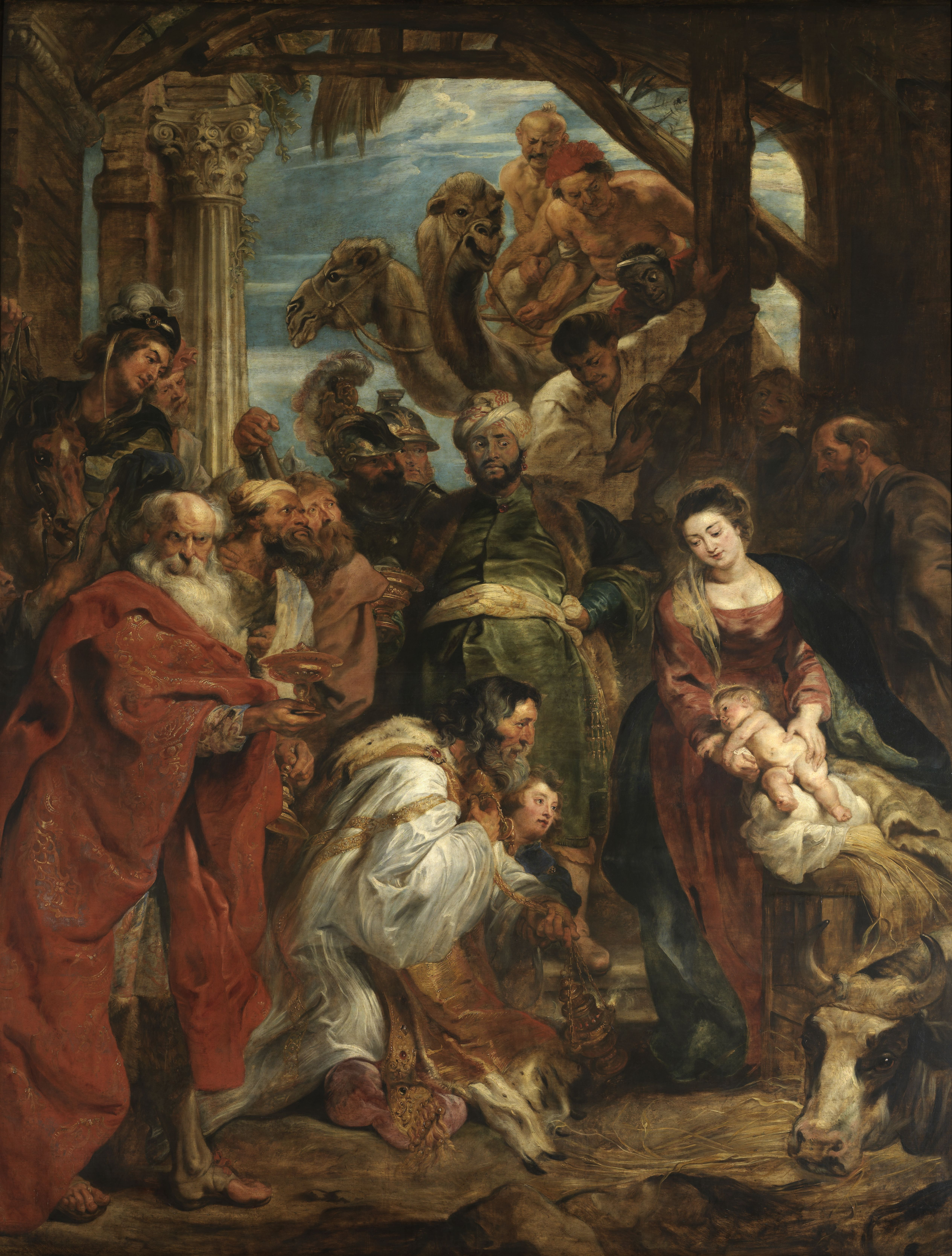
Konungarnas tillbedjan av Peter Paul Rubens, omkring 1626
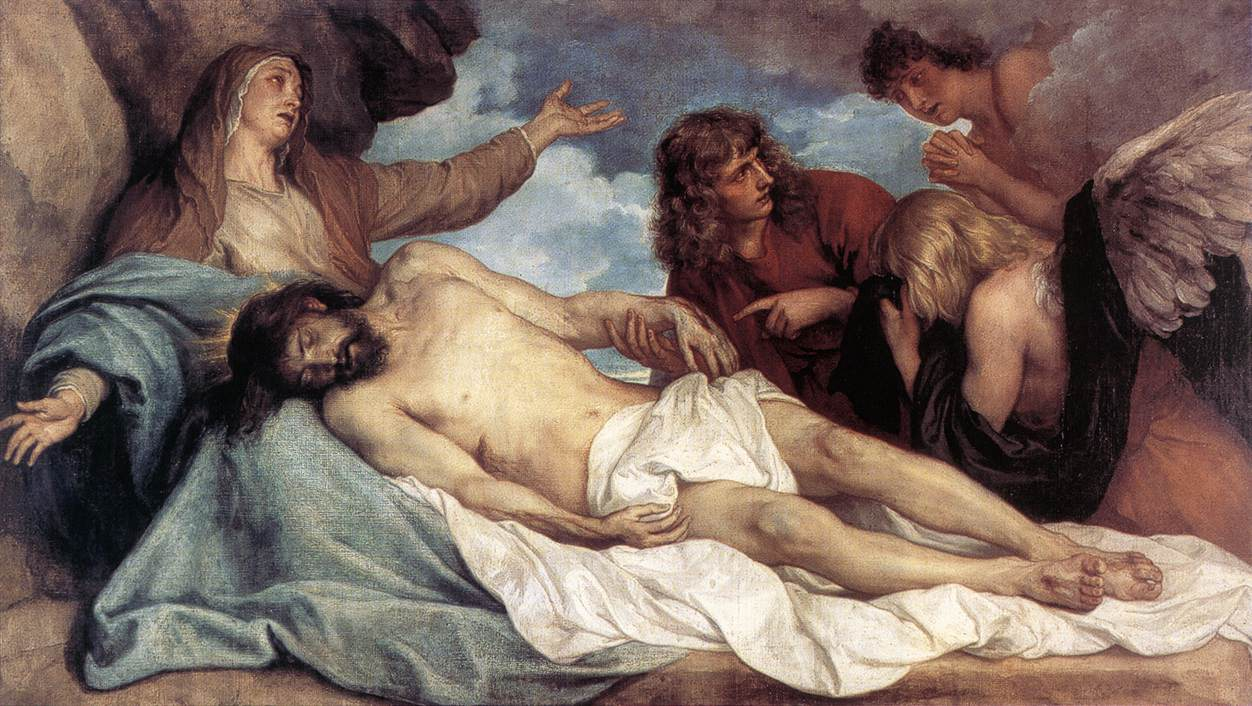
Kristi begråtande av Anthony van Dyck, omkring 1635.
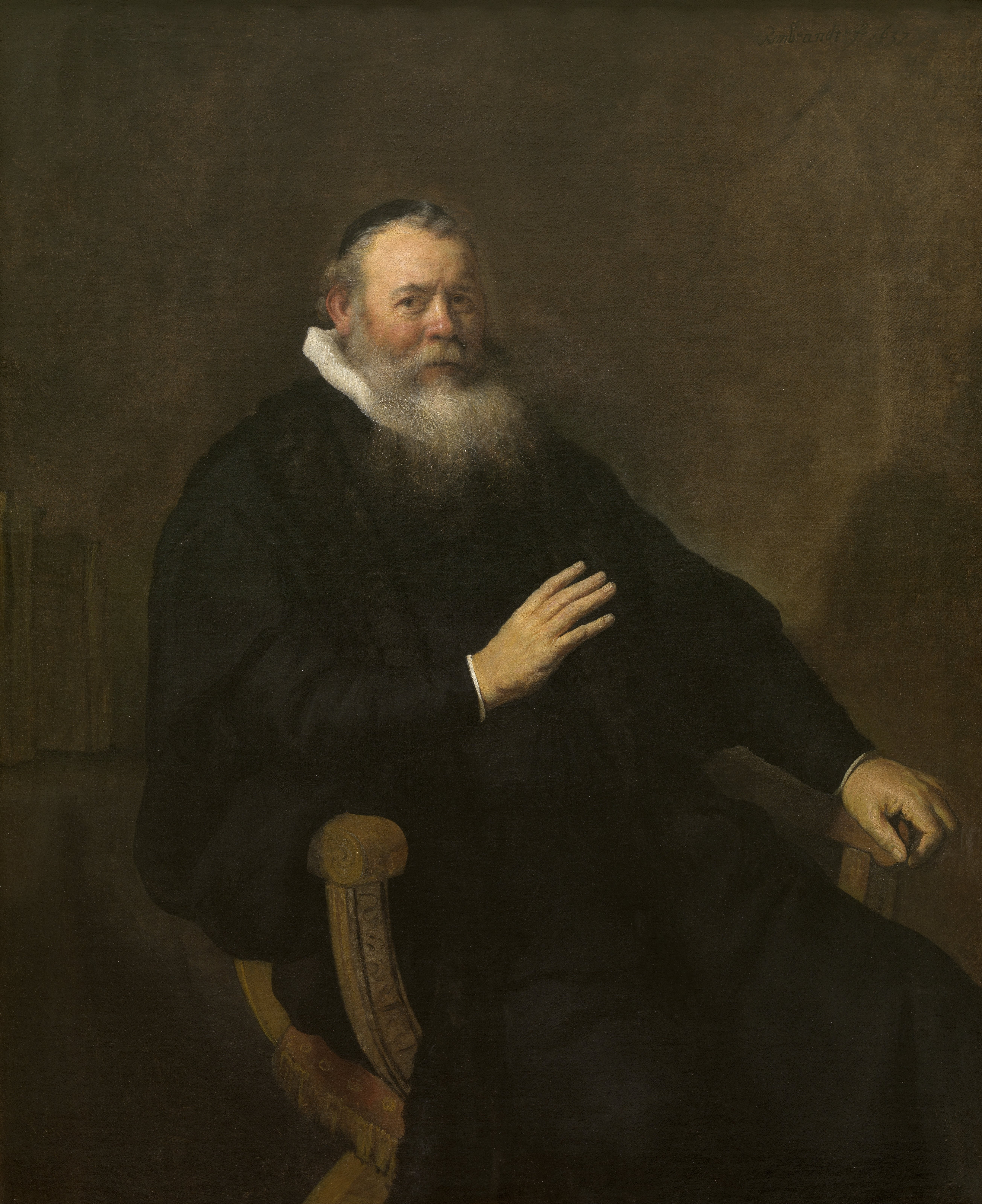
Predikanten Eleazar Swalmius av Rembrandt, 1637.
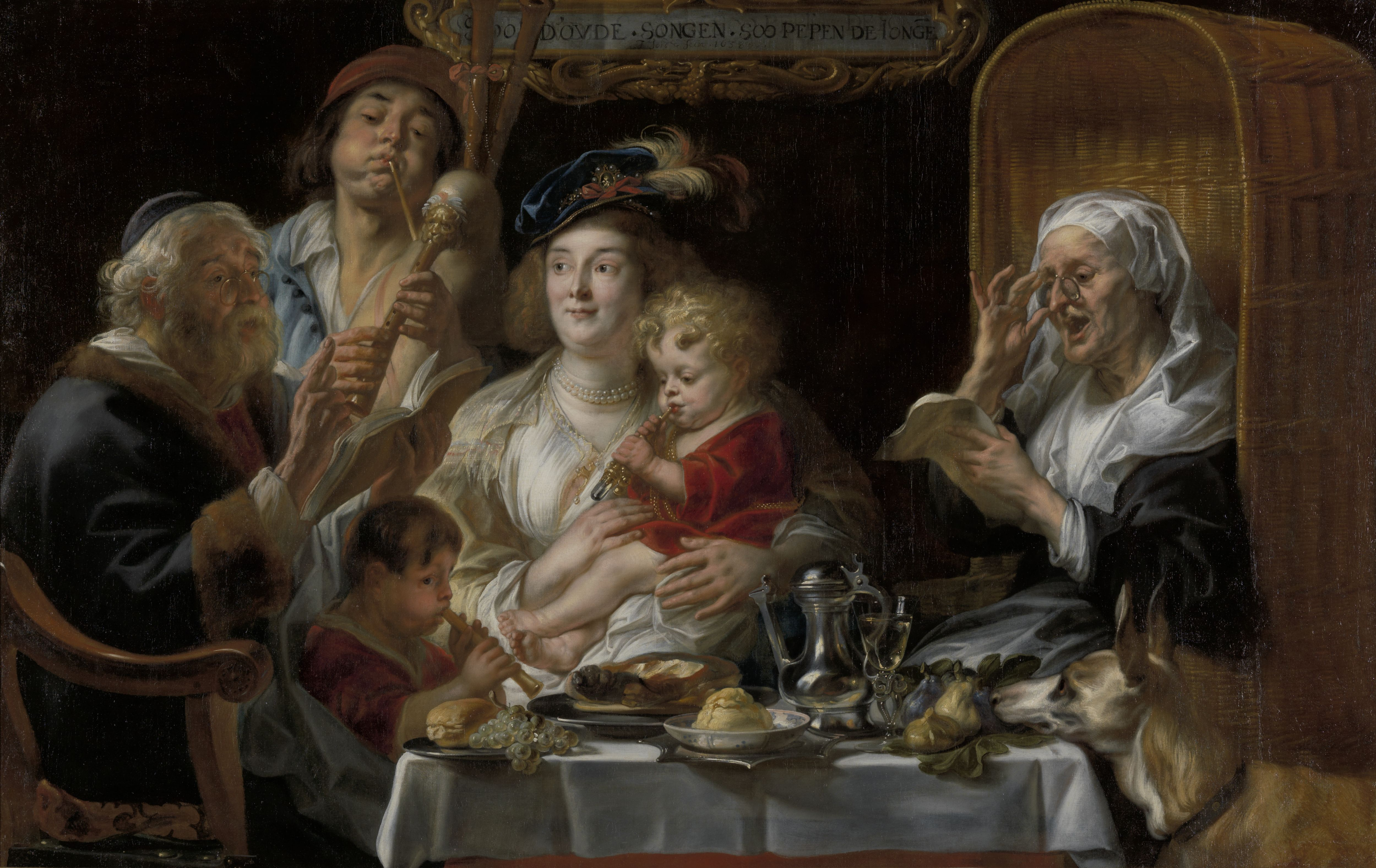
Som de gamla sjunger, kvittrar de unga av Jacob Jordaens, 1638.
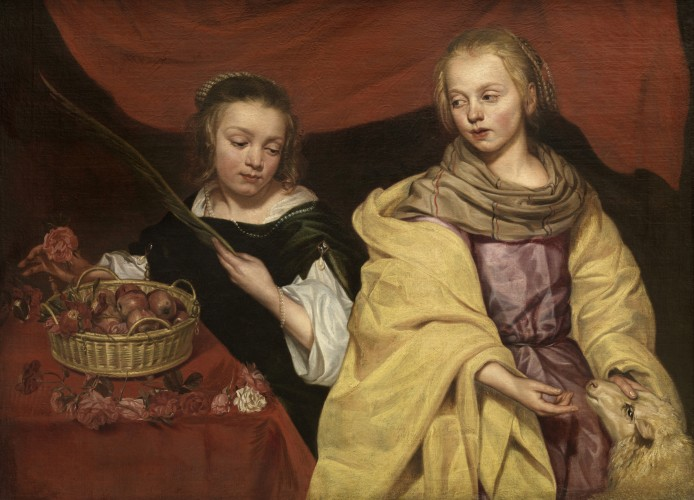
Två flickor som Sankta Agnes och Sankta Dorotea av Michaelina Wautier, omkring 1650.
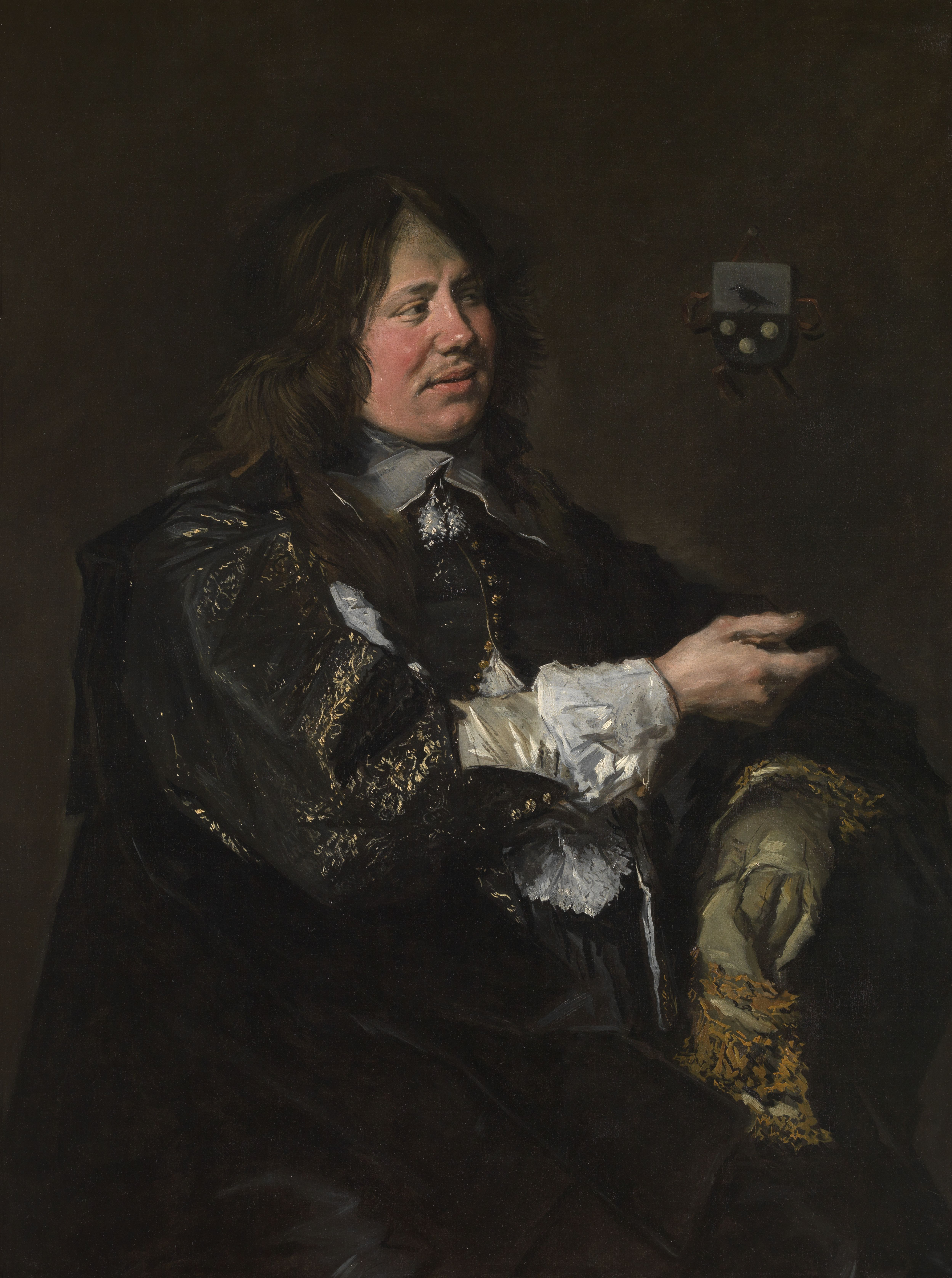
Porträtt av Stephan Geraedts, Isabella Coymans man av Frans Hals, 1650-1652.
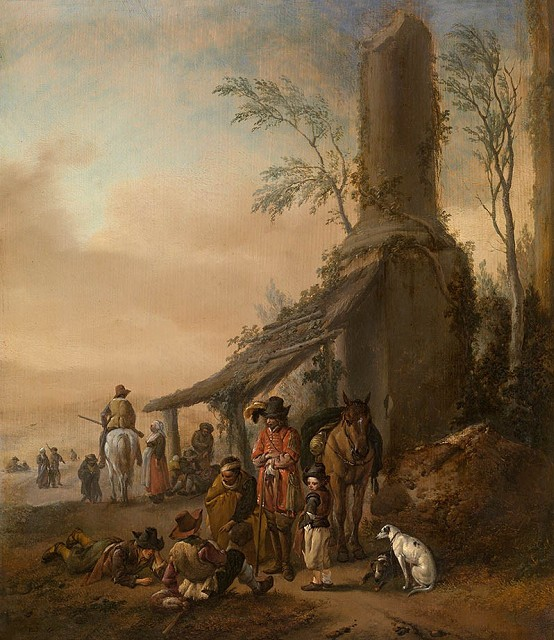
Ryttarens rastplats av Philips Wouwerman, 1600-talet.
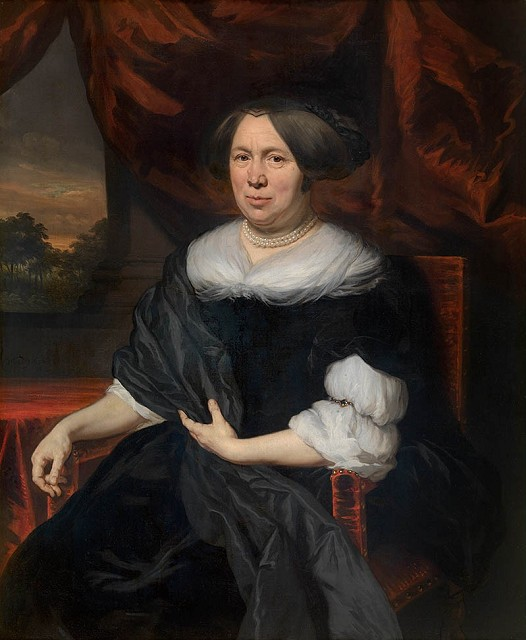
Porträtt av en sittande kvinna av Nicolaes Maes, 1676.
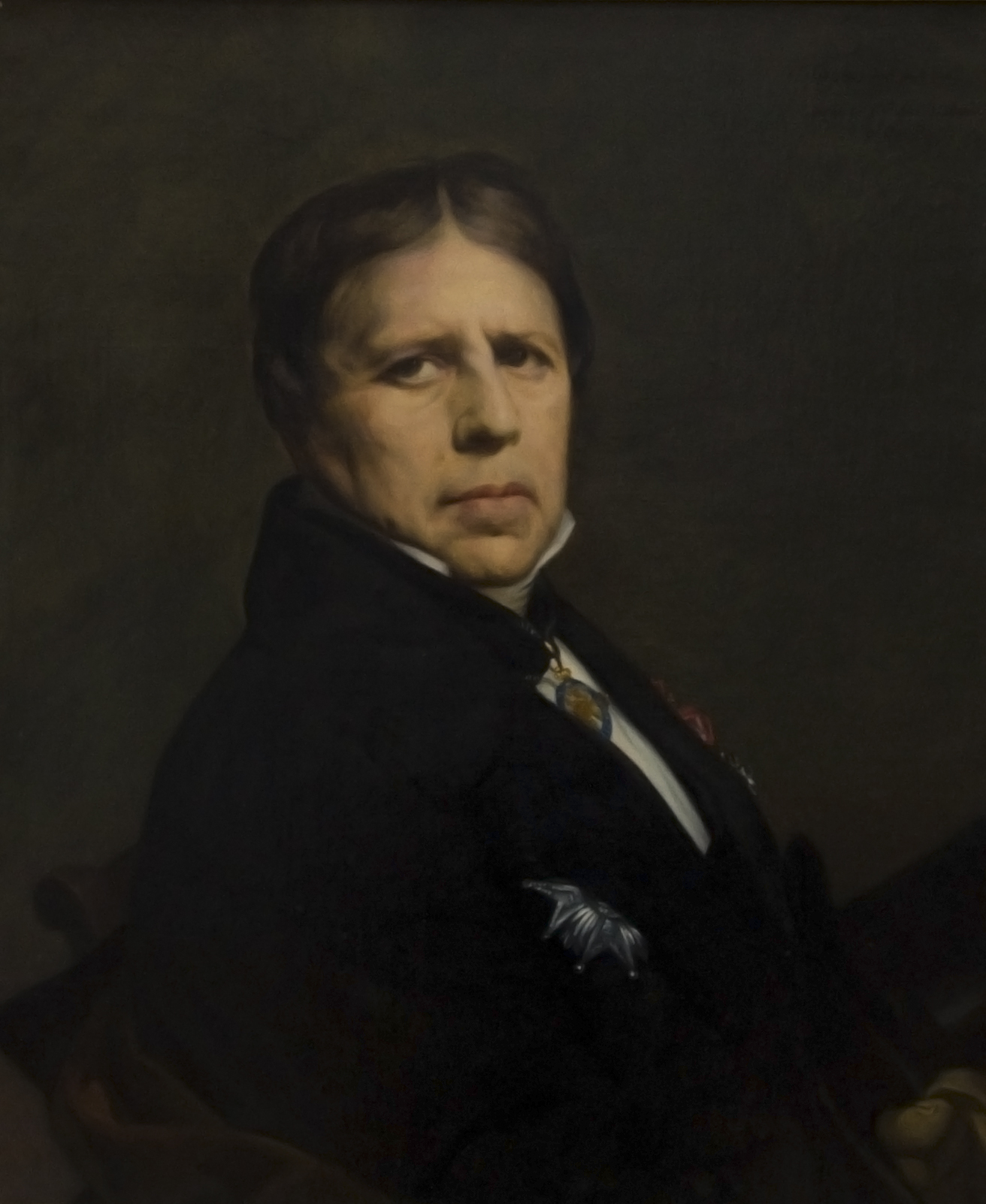
Självporträtt av Jean-Auguste-Dominique Ingres, omkring 1864.
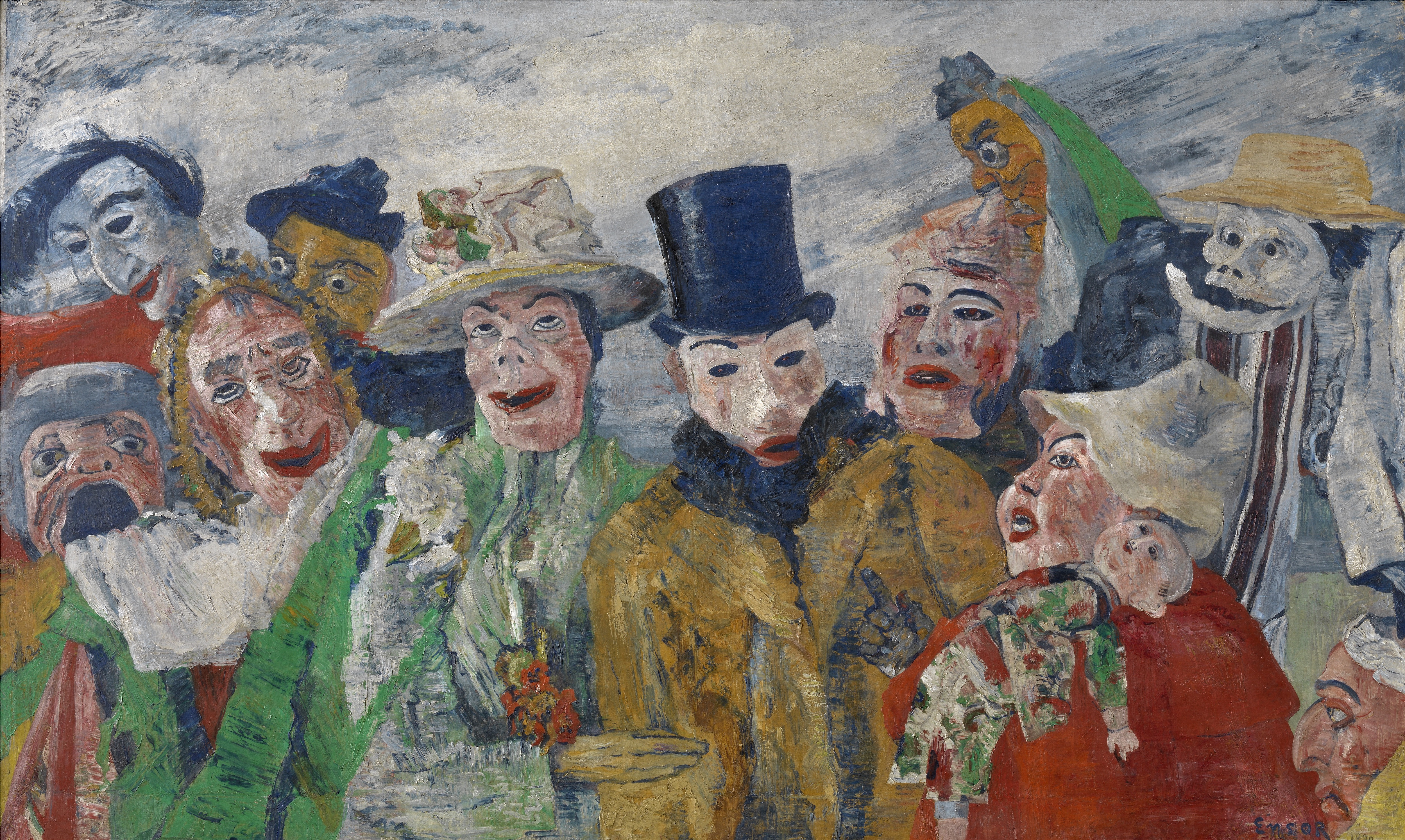
Intrigen av James Ensor, 1890.
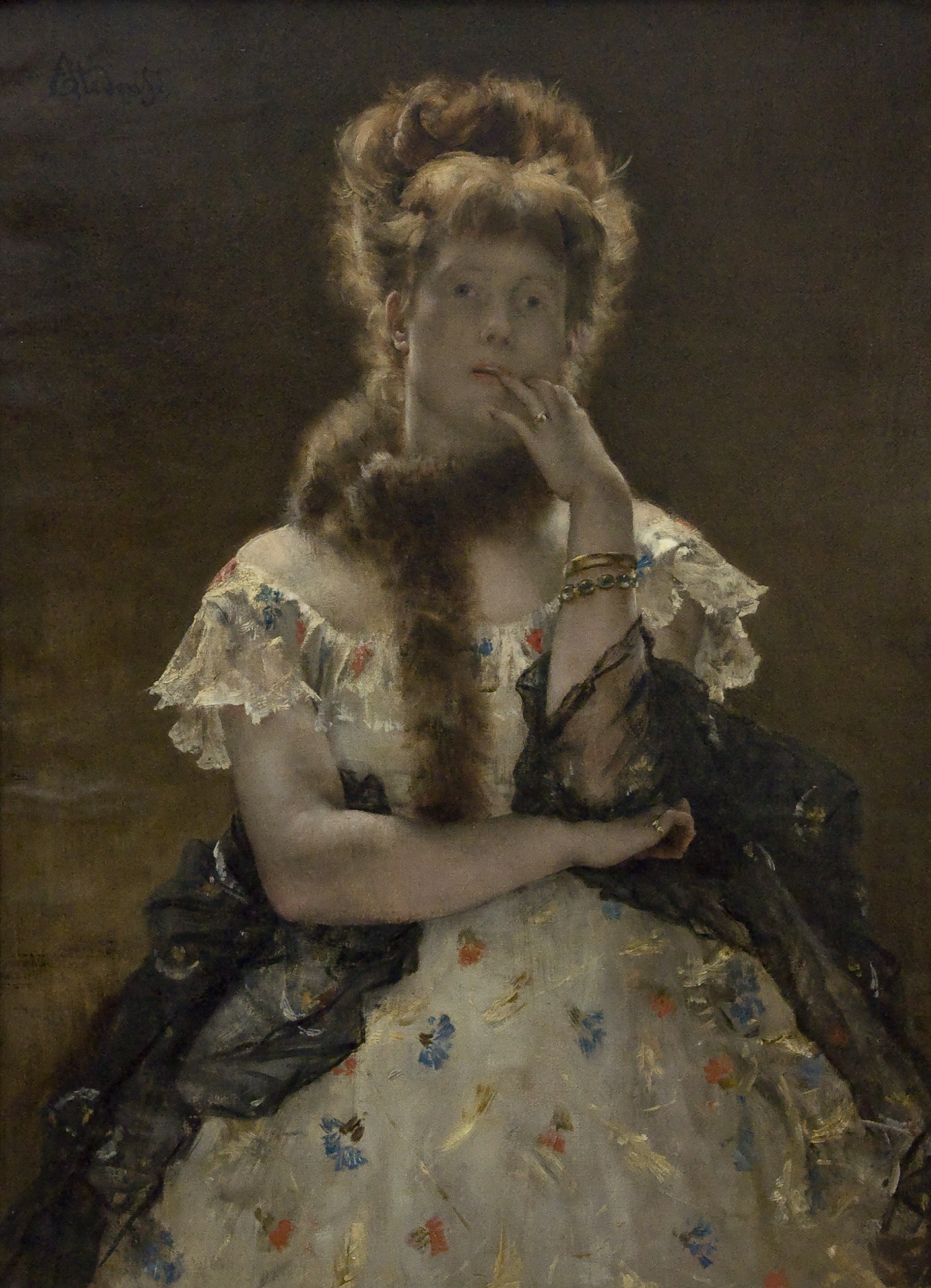
Sfinxen från Paris av Alfred Stevens, 1875–1877.
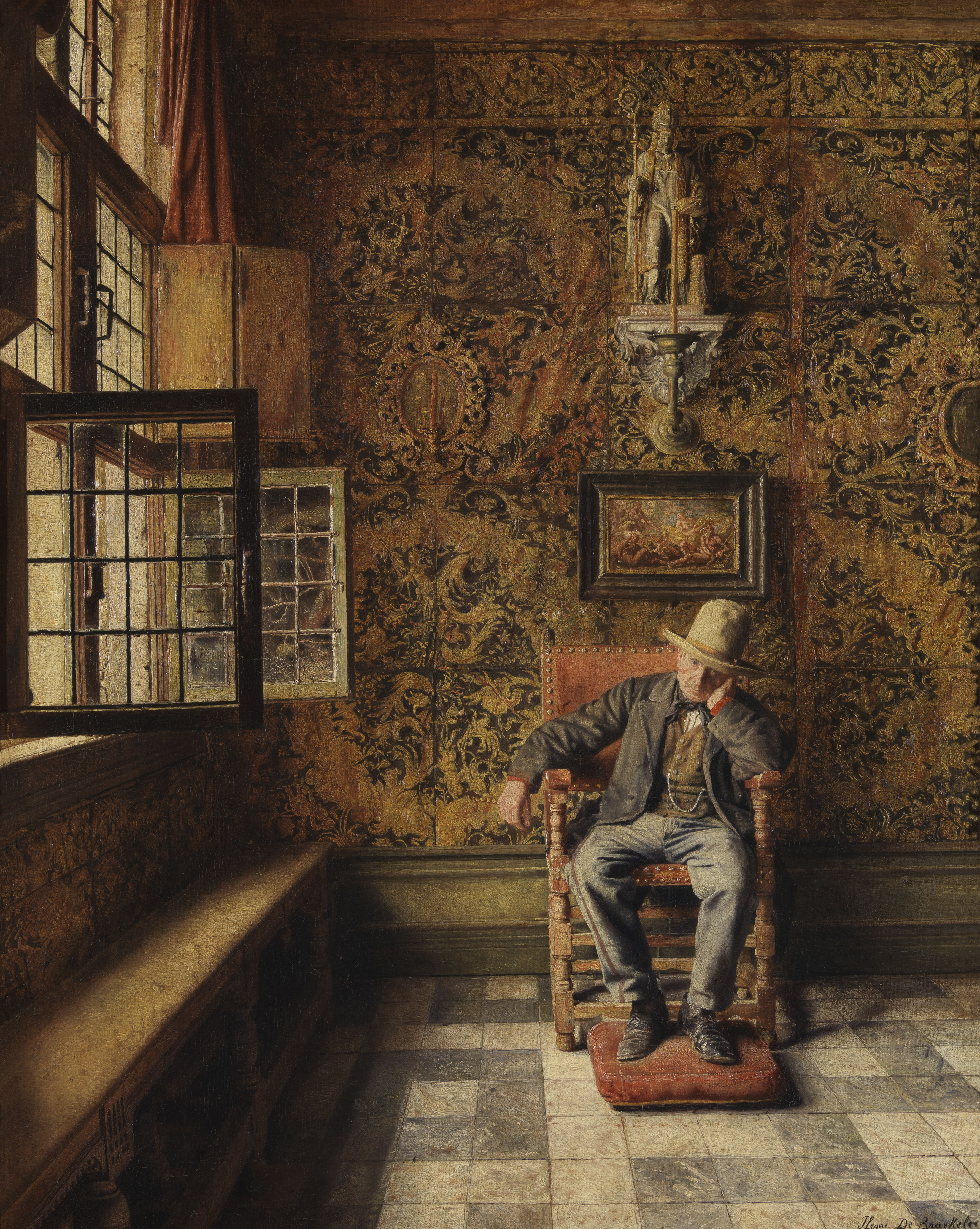
Mannen i stolen av Henri de Braekeleer, 1875.
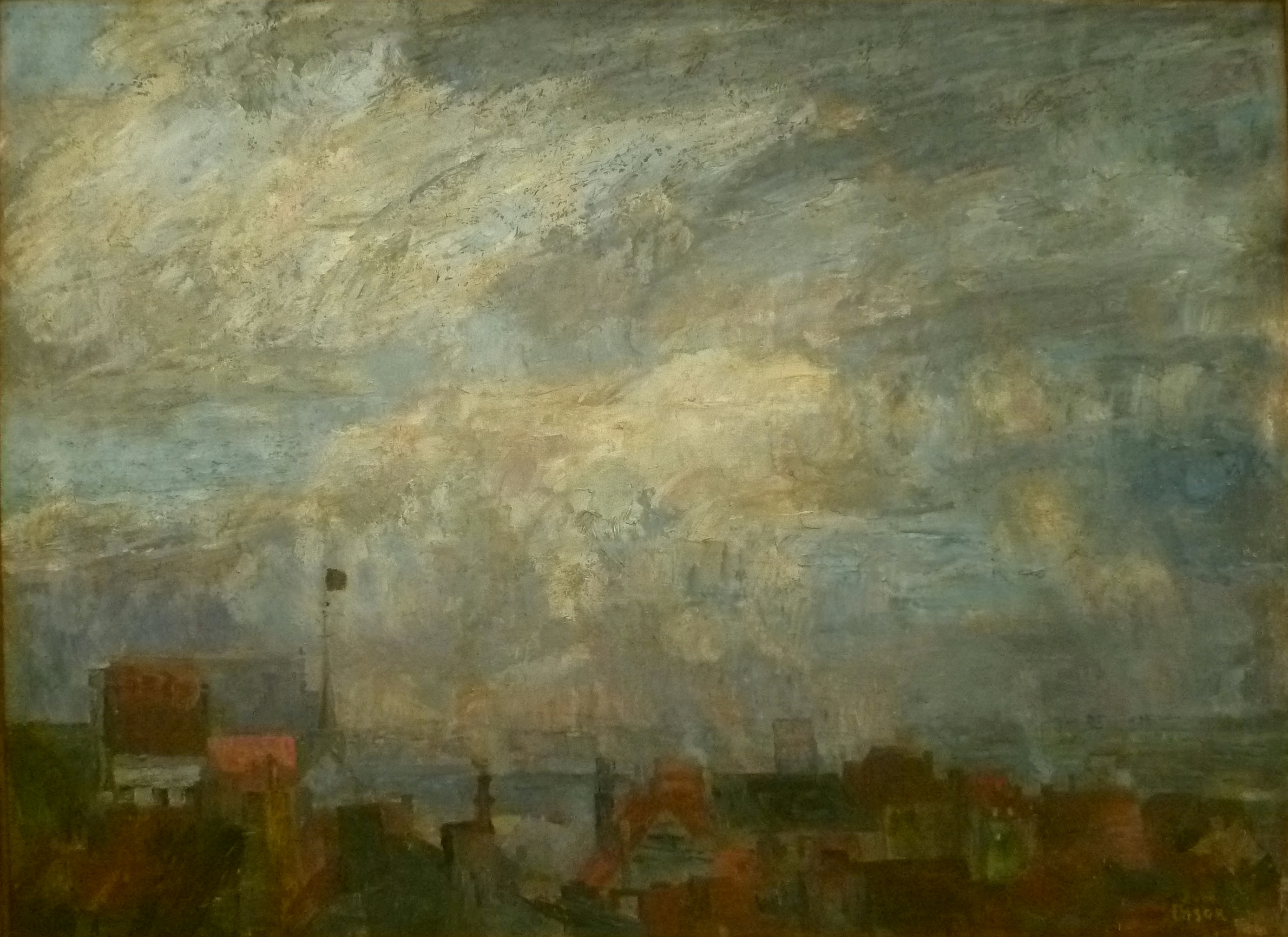
Tak i Ostende av James Ensor, 1884.
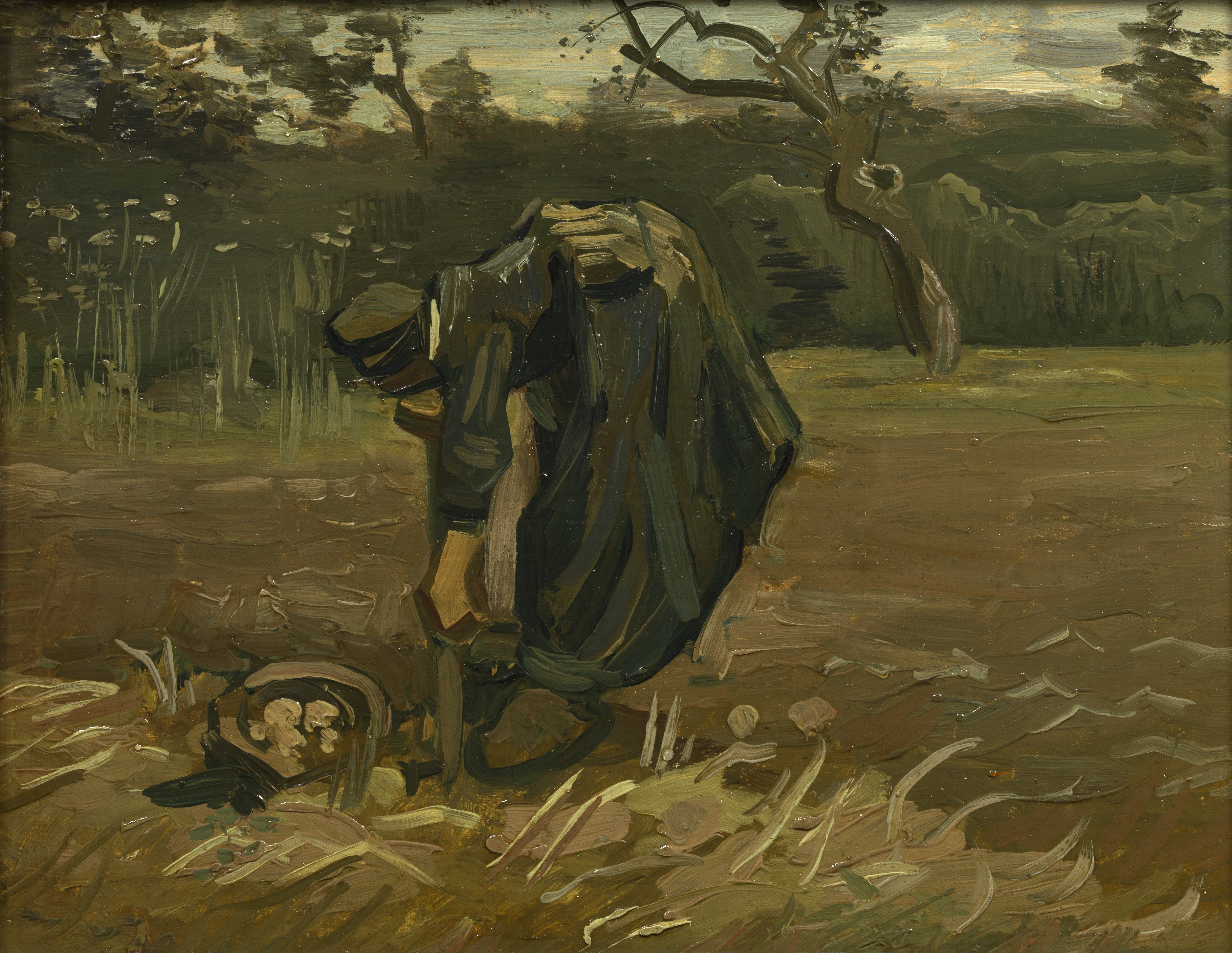
Bondkvinna som gräver upp potatis av Vincent van Gogh, 1885.
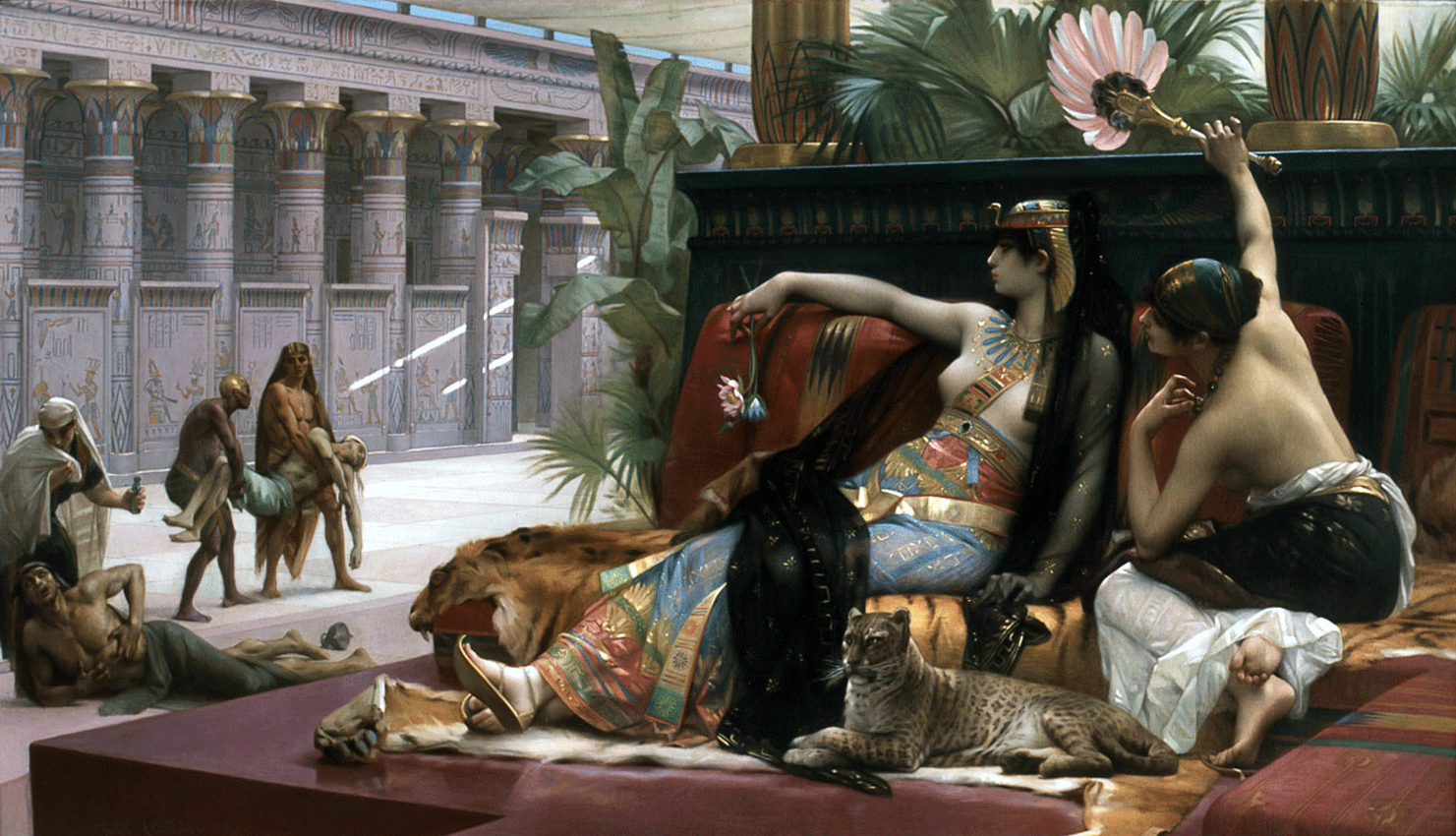
Kleopatra testar gifter på dödsdömda av Alexandre Cabanel, 1887.
Maria Sèthe vid harmonium av Théo van Rysselberghe, omkring 1891
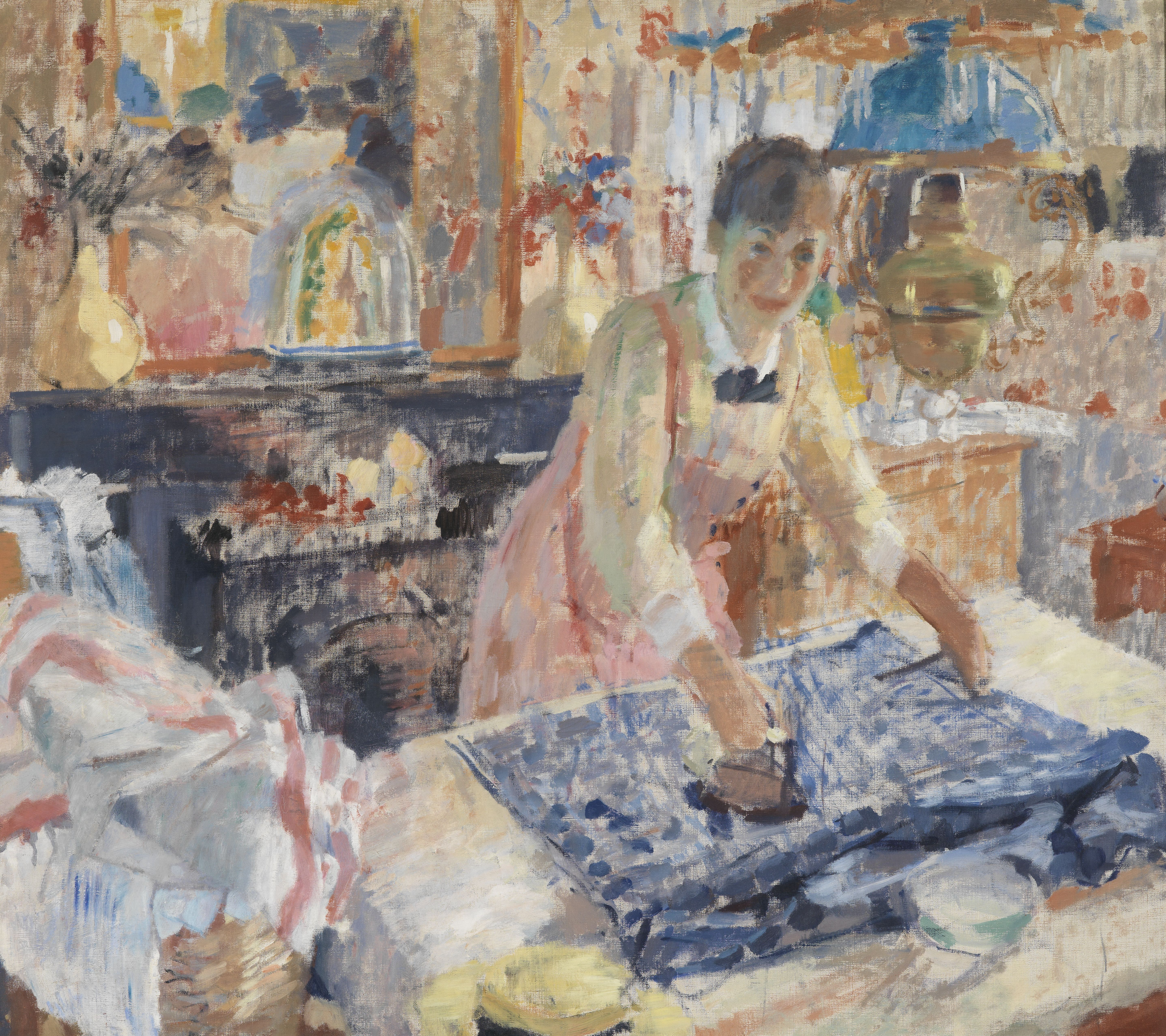
Strykerskan av Rik Wouters, 1912.
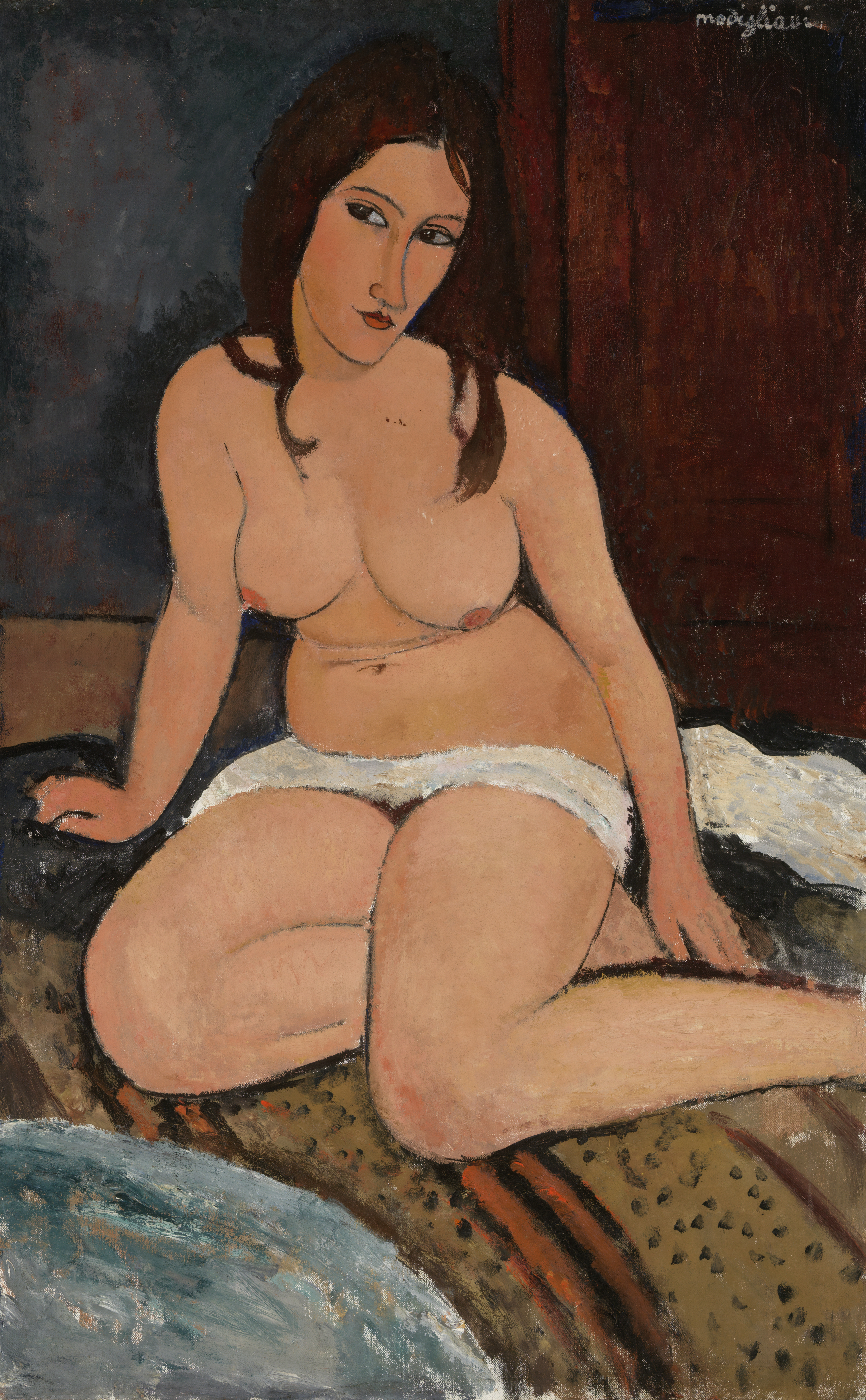
Sittande naken kvinna av Amedeo Modigliani, 1917.